# Brid, Radomîșl
Brid (în ucraineană Брід) este un sat în comuna Kîcikîri din raionul Radomîșl, regiunea Jîtomîr, Ucraina.

## Demografie
Componența lingvistică a localității Brid
     Ucraineană (100%)
Conform recensământului din 2001, toată populația localității Brid era vorbitoare de ucraineană (100%).